# 사이킥 러버
사이킥 러버(サイキックラバー, 영문명:PSYCHIC LOVER)는 일본 람즈 소속의 록 그룹이며 애니송 및 특촬물의 주제가를 주로 담당하는 듀오다.

## 개요

### 멤버
YOFFY
본명：와다 요시유키(和田よしゆき（わだ -）). 나가노현 나가노시출신. 10월 11일 생. 보컬 담당
IMAJO（JOE）
본명：이마조 타츠히로(今城龍寛（いまじょう たつひろ）). 가나가와현 요코하마시출신. 1월 18일 생. 기타 담당

### 약력
1998년에 결성하였다. 당시에는 YOFFY를 포함한 5인조 밴드 체제로 나갈 예정이었다. 그러나, 멤버 교체의 변동이 심해 정상적인 활동이 불가능했으며 JOE가 합류한 후 JOE와 함께 2인조 밴드로 재출발했다. 이후 독자적으로 제작한 곡이 애니파라 음악관에 사용되면서 출연하게 되었고, 애니메이션 주제가 쪽으로 참가하기에 이르러, 싱글 'TRAMSFORMER-Dream Again'과 'Never Ending Road'로 메이저 데뷔에 성공하였다.

### 에피소드
- '특수전대 데카레인저'의 주제가 싱글 판매고가 10만장을 돌파하면서 크게 히트했다.
- '사무라이 전대 신켄저'로 다시 한 번 슈퍼전대 시리즈의 주제가를 담당하게 됨에 따라 30년 이상의 역사를 자랑하는 슈퍼 전대 시리즈의 오프닝 주제가를 2회 이상 부른 기존의 사사키 이사오, MoJo, 카게야마 히로노부, 사토 켄타 4명의 뒤를 이어 사이킥 러버가 5번째로 이름을 올리게 되었다.
- 『굉굉전대 보우켄저』의 엔딩곡이 샴셰이드의 곡과 유사한 특성을 보이는 부분이 있어 표절 논란에 휩싸이기도 했다.

## 작품
여기에 나온 곡들 중 애니파라 음악관의 엔딩곡으로 쓰인 「Winter Song」만 CD로 나오지 못했고 아래의 것들은 전부 CD로 나온 곡이다.

### 싱글
TRAMSFORMER -Dream Again-
- 2003년 2월 1일 발매（콜롬비아뮤직 엔터테인먼트）

1. TRAMSFORMER -Dream Again-
  - TV 애니메이션『초 로봇 생명체 트랜스포머 마이크론 전설』오프닝 주제가
  - 작사：YOFFY, 작곡：사이킥 러버, 편곡：사이킥 러버・카와세 사토시

2. 가슴 가득한…(胸いっぱいの…)
  - TV 애니메이션『초 로봇 생명체 트랜스포머 마이크론 전설』이미지곡
  - 작사・작곡：YOFFY, 편곡：사이킥 러버・Macin'쿠와다

3. TRAMSFORMER -Dream Again-（오리지널 가라오케）
4. 가슴 가득한…(胸いっぱいの…)（오리지널 가라오케）

Never Ending Road
- 2003년 2월 1일 발매（콜롬비아뮤직 엔터테인먼트）

1. Never Ending Road
  - TV 애니메이션『초 로봇 생명체 트랜스포머 마이크론 전설』엔딩 주제가
  - 작사：YOFFY, 작곡：사이킥 러버, 편곡：사이킥 러버・카와세 사토시

2. NO NAME HEROES
  - TV 애니메이션『초 로봇 생명체 트랜스포머 마이크론 전설』이미지송
  - 작사・작곡：YOFFY, 편곡：사이킥 러버

3. Never Ending Road（오리지널 가라오케）
4. NO NAME HEROES（오리지널 가라오케）

TRAMSFORMER -Dream Again- / Never Ending Road
- 2003년 3월 29일 발매（콜롬비아뮤직 엔터테인먼트）

1. TRAMSFORMER -Dream Again-
2. Never Ending Road
3. TRAMSFORMER -Dream Again-（오리지널 가라오케）
4. Never Ending Road（오리지널 가라오케）

Transformers -강철의 용기- / Don't Give Up!!(Transformers -鋼鉄の勇気- / Don't Give Up!!)
- 2003년 7월 23일 발매（콜롬비아뮤직 엔터테인먼트）

1. Transformers -강철의 용기-(Transformers -鋼鉄の勇気-)
  - 노래：타카토리 히데아키

2. Don't Give Up!!
  - TV 애니메이션『초 로봇 생명체 트랜스포머 마이크론 전설』신 엔딩 주제가
  - 작사：YOFFY, 작곡：사이킥 러버, 편곡：사이킥 러버・Macin'쿠와다

3. Transformers -강철의 용기-（오리지널 가라오케）
4. Don't Give Up!!（오리지널 가라오케）

언제나 손 안에(いつも手の中に)
- 2003년 7월 30일 발매（콜롬비아뮤직 엔터테인먼트）

1. 언제나 손 안에(いつも手の中に)
  - TV 애니메이션『정들면 고향 코스모스장』오프닝 주제가
  - 작사・작곡：니시이케 타카시, 편곡：사이킥 러버・Macin'쿠와다

2. 열혈 α 돗코이다(熱血αドッコイダー)
  - 노래：Mr.하이지마(Mr.ハイジマ)

3. 언제나 손 안에(いつも手の中に)（오리지널 가라오케）
4. 열혈 α 돗코이다(熱血αドッコイダー)（오리지널 가라오케）

특수전대 데카레인저/미드나이트 데카레인저(일본어: 特捜戦隊デカレンジャー / ミッドナイトデカレンジャー！)
- 2004년 3월 3일 발매（콜롬비아뮤직 엔터테인먼트）

1. 특수전대 데카렌쟈(特捜戦隊デカレンジャー)
  - 『특수전대 데카렌쟈』오프닝 주제가
  - 작사：요시모토 유미, 작곡：미야자키 아유미, 편곡：쿄다 세이이치

2. 미드나이트 데카렌쟈(ミッドナイトデカレンジャー!)
  - 歌：사사키 이사오

3. 특수전대 데카렌쟈(特捜戦隊デカレンジャー)（오리지널 가라오케）
4. 미드나이트 데카렌쟈(ミッドナイトデカレンジャー!)（오리지널 가라오케）

내일로의 투지 / TAKE MY SOUL FOREVER(明日への闘志 / TAKE MY SOUL FOREVER)
- 2004년 11월 17일 발매（포니 캐논）

1. 내일로의 투지(明日への闘志)
  - 노래：Marina del ray

2. TAKE MY SOUL FOREVER
  - TV 애니메이션『링에 걸어라 1』엔딩 주제가
  - 작사・작곡：YOFFY, 편곡：YOFFY・KOISHI

3. 내일로의 투지(明日への闘志)（오리지널 가라오케）
4. TAKE MY SOUL FOREVER（오리지널 가라오케）

나가자! 비틀 / I Believe(いざ行け!ビートル / I Believe)
- 2005년 6월 1일 발매（콜롬비아뮤직 엔터테인먼트）

1. 나가자! 비틀(いざ行け!ビートル)
  - 『투구왕 비틀』오프닝 주제가
  - 작사：가와사키 미노루, 작곡：YOFFY、편곡：YOFFY・오오이시 켄이치로

2. I Believe
  - 『투구왕 비틀』엔딩 주제가
  - 작사・작곡：YOFFY, 편곡：오오이시 켄이치로

3. 나가자! 비틀(いざ行け!ビートル)（오리지널 가라오케）
4. I Believe（오리지널 가라오케）

GAIKING
- 2005년 12월 21일 발매（콜롬비아뮤직 엔터테인먼트）

1. GAIKING
  - TV 애니메이션『가이킹 LEGEND OF DAIKU-MARYU』오프닝 주제가
  - 작사：YOFFY, 작곡：IMAJO, 편곡：사이킥 러버・오오이시 켄이치로

2. 가이 가이 가이킹!(ガイ・ガイ・ガイキング!)
  - TV 애니메이션『가이킹 LEGEND OF DAIKU-MARYU』イメージソング
  - 작사・작곡：YOFFY, 편곡：사이킥 러버・오오이시 켄이치로

3. GAIKING（오리지널 가라오케）
4. 가이 가이 가이킹!(ガイ・ガイ・ガイキング!)（오리지널 가라오케）

굉굉전대 보우켄쟈 / 모험자 ON THE ROAD(轟轟戦隊ボウケンジャー / 冒険者 ON THE ROAD)
- 2006년 3월 8일 발매（콜롬비아뮤직 엔터테인먼트）

1. 굉굉전대 보우켄저 (일본어: 轟轟戦隊ボウケンジャー)
  - 노래：NoB

2. 모험자 ON THE ROAD(冒険者 ON THE ROAD)
  - 굉굉전대 보우켄저 엔딩 주제가
  - 작사：이와사토 유호, 작곡：YOFFY, 편곡：사이킥 러버・오오이시 켄이치로

3. 굉굉전대 보우켄저(轟轟戦隊ボウケンジャー)（오리지널 가라오케）
4. 모험자 ON THE ROAD(冒険者 ON THE ROAD)（오리지널 가라오케）

XTC
- 2006년 5월 24일 발매（콜롬비아뮤직 엔터테인먼트）

1. XTC
  - TV 애니메이션『위치블레이드』오프닝 주제가
  - 작사・작곡：YOFFY, 편곡：오오이시 켄이치로

2. 고동 -get closer-(鼓動 -get closer-)
  - TV 애니메이션『위치블레이드』삽입곡
  - 작사・작곡：YOFFY, 편곡：오오이시 켄이치로

3. XTC（오리지널 가라오케）
4. 고동 -get closer-(鼓動 -get closer-)-（오리지널 가라오케）

Oh! my god
- 2006년 7월 19일 발매（콜롬비아뮤직 엔터테인먼트）

1. Oh! my god
  - TV 애니메이션『가이킹 LEGEND OF DAIKU-MARYU』신 엔딩 주제가

2. 그 이름은 가이킹 The Great(その名はガイキング・ザ・グレート)
  - 노래：쿠시다 아키라

3. Oh! my god（오리지널 가라오케）
4. 그 이름은 가이킹 The Great(その名はガイキング・ザ・グレート)（오리지널 가라오케）

Number One Battle Brawlers(ナンバーワン・バトルブローラーズ)
- 2007년 5월 23일 발매（콜롬비아뮤직 엔터테인먼트）

1. Number One Battle Brawlers(ナンバーワン・バトルブローラーズ)
  - TV 애니메이션『슈팅 바쿠간』오프닝 주제가
  - 작사・작곡：YOFFY, 편곡：오오이시 켄이치로

2. WONDER REVOLUTION
  - TV 애니메이션『슈팅 바쿠간』삽입가
  - 작사：YOFFY, 작곡：IMAJO, 편곡：오오이시 켄이치로

3. Number One Battle Brawlers(ナンバーワン・バトルブローラーズ)（오리지널 가라오케）
4. WONDER REVOLUTION（오리지널 가라오케）

Precious Time,Glory Days
- 2007년 11월 21일 발매（콜롬비아뮤직 엔터테인먼트）

1. Precious Time,Glory Days
  - TV 애니메이션『유희왕 듀얼몬스터즈 GX』4번째 오프닝 주제가
  - 작사・작곡：YOFFY, 편곡：오오이시 켄이치로

2. SUBLIMINAL I LOVE YOU
3. Precious Time,Glory Days（오리지널 가라오케）
4. SUBLIMINAL I LOVE YOU（오리지널 가라오케）

압도적인∞Generation(ブッちぎり∞ジェネレーション)
- 2007년 11월 21일 발매（콜롬비아뮤직 엔터테인먼트）

1. 압도적인∞Generation(ブッちぎり∞ジェネレーション)
  - TV 애니메이션『슈팅 바쿠간』신 오프닝 주제가
  - 작사：YOFFY, 작곡：IMAJO, 편곡：오오이시 켄이치로

2. Always
3. 압도적인∞Generation(ブッちぎり∞ジェネレーション)（오리지널 가라오케）
4. Always（오리지널 가라오케）

LOST IN SPACE
- 2008년 12월 17일 발매（콜롬비아뮤직 엔터테인먼트）

1. LOST IN SPACE
  - TV 애니메이션『TYTANIA-타이타니아-』엔딩 주제가
  - 작사・작곡：YOFFY, 편곡：오오이시 켄이치로

2. PRAYER-somewhere on the planet-
3. LOST IN SPACE（오리지널 가라오케）
4. PRAYER-somewhere on the planet-（오리지널 가라오케）

사무라이 전대 신켄저 / 언제나 열심인 신켄저 (일본어: 侍戦隊シンケンジャー / 四六時夢中シンケンジャー)
- 2009년 3월 18일 발매

1. 사무라이 전대 신켄저(일본어: 侍戦隊シンケンジャー)
  - 사무라이전대 신켄저 여는곡
  - 작사:후지바야시 쇼코、작곡:YOFFY, 편곡：Project.R（오오이시 켄이치로・사이킥 러버）

2. 언제나 열심인 신켄저 (四六時夢中シンケンジャー)
  - 노래:타카토리 히데아키

3. 사무라이전대 신켄저(侍戦隊シンケンジャー)(오리지널 가라오케)
4. 언제나 열심인 신켄저(四六時夢中シンケンジャー)(오리지널 가라오케)

Vanguard Fight
- 2013년 2월 20일 발매

1. Vanguard Fight
  - 카드파이트!! 뱅가드 링크 조커 오프닝

2. Eternal Flame～永遠の炎
3. Vanguard Fight (カラオケ)
4. Eternal Flame～永遠の炎 (カラオケ)

### 앨범
PSYCHIC LOVER
- 2006년 6월 21일 발매（콜롬비아뮤직 엔터테인먼트）

1. 모험자 ON THE ROAD(冒険者 ON THE ROAD)（Album Version）
2. 펄펄 뛸 녀석이 왔다!(とんでもねぇヤツらがやって来た!)
  - 작사・작곡：YOFFY, 편곡：YOFFY・오오이시 켄이치로

3. NO WAY OUT!
  - 플레이스테이션 2 게임『DUEL SAVIOR DESTINY』오프닝 주제가
  - 작사・작곡：YOFFY, 편곡：사이킥 러버・오오이시 켄이치로

4. Don't Give Up!!
5. 언제나 손 안에(いつも手の中に)
6. TAKE MY SOUL FOREVER
7. I Believe（Album Version）
8. XTC
9. 특수전대 데카레인저(特捜戦隊デカレンジャー)
10. TRANSFORMER -Dream Again-
11. 모험왕 비트!(冒険王ビィト!)
  - TV 애니메이션『모험왕 비트』삽입곡
  - 작사・작곡：YOFFY, 편곡：오오이시 켄이치로

12. GAIKING
13. Never Ending Road
14. JUMP!
  - 작사・작곡：YOFFY、편곡：YOFFY・오오이시 켄이치로

- PSYCHIC LOVER II
  - 2009년 9월 2일 발매 / 콜롬비아 뮤직 엔터테인먼트 / COCX-35742

1. LOST IN SPACE
2. IT'S YOUR SONG
  - 라디오 오사카&HiBiKi Radio Station 라디오『사이킥 러버의 Fw:아니캉 RADIO』오프닝 테마
  - 작사・작곡：YOFFY / 편곡：오오이시 켄이치로・YOFFY
3. 사무라이 전대 신켄저
4. Precious Time,Glory Days
5. Blaze Out!
  - DS게임『블레이저 드라이브』주제가
  - 작사：YOFFY・테라다 타카하루 / 작곡：YOFFY・사와다 토모노리 / 편곡：오오이시 켄이치로
6. 가슴 가득한…
  - TV 도쿄계 『초 로봇 생명체 트랜스포머 마이크론 전설』삽입곡
7. SUBLIMINAL I LOVE YOU
  - TV 아사히『완벽 극장』 테마송
8. Number One Battle Brawlers
9. SWAT ON 데카레인저
  - 『특수전대 데카레인저』삽입곡
  - 작사：쿠와하라 나가에 / 작곡：YOFFY / 편곡：사이킥 러버・오오이시 켄이치로
10. 압도적인∞Generation
11. PRAYER -somewhere on the planet-
12. WONDER REVOLUTION
13. 고동 ～get closer～
14. LET'S TRY TOGETHER
  - 작사・작곡：YOFFY / 편곡：오오이시 켄이치로
15. ALWAYS
  - TV 아사히『셀렉션 X』 테마송

## 제공・프로듀스
- White Breath／엔도 마사아키（CHAKURIKU!! 수록곡）
- Going／엔도 마사아키（CHAKURIKU!! 수록곡）
- pretty please chocolate on top／나카가와 쇼코（Big☆Bang!!! 수록곡）
- 주문강림~매지컬 포스(呪文降臨～マジカル・フォース)／Sister MAYO（마법전대 마지레인저 엔딩곡）

## 출연

### 라디오

#### 진행
- 사이킥 러버의 애니캉 Radio （2005년 4월 22일 - 2008년 3월 28일）
- Fw:애니캉 Radio （2008년 4월 5일 - 2010년 4월 5일）
- 사이킥 러버의 애니송 RADIO（2010년 4월 12일 - ）

### TV 프로그램
- 애니파라 음악관

## 기타 활동
- 11개의 눈들 -죄와 벌과 속죄의 소녀-

IMAJO가 주제가의 기타 파트를 담당

## 같이 보기
- 킬러 기타즈 - IMAJO가 가지고 있는 모델의 기타를 제작함.